# حسن بهوندی‌کیا
حسن بهوندی کیا (۲۲ تیر ۱۳۷۰) بازیکن فوتبال ایرانی اهل رامهرمز است. از باشگاه‌هایی که در آن بازی کرده‌است می‌توان به استقلال اهواز در لیگ برتر خلیج فارس اشاره کرد.

## زندگی شخصی
بهوندی در شهر رامهرمز در خوزستان به دنیا آمد. وی دارای مدرک تحصیلی کارشناسی حقوق و کارشناسی ارشد رشته مدیریت ورزشی است.

## تیم‌ها
بهوندی کیا در تیم‌های استقلال ملاثانی، استقلال اهواز، فولاد و سیاه جامگان بازی در پست هافبک کرده‌است.